# Pseudyrias perusta
Pseudyrias perusta är en fjärilsart som beskrevs av William James Kaye 1907. Pseudyrias perusta ingår i släktet Pseudyrias och familjen nattflyn. Inga underarter finns listade.